# شقار كندي
الشقّار الكندي نوع نباتي ينتمي إلى جنس الشقّار من الفصيلة الحوذانية.

## البيئة والانتشار
موطنه الولايات المتحدة الأمريكية وجنوب كندا. ينتشر في المناطق الرطبة وأطراف الأنهار والبحيرات.

## الوصف النباتي
نبات عشبي معمر ينتشر بالجذامير. الزهرة بيضاء ذات أعضاء جنسية صفراء. الثمرة فقيرة. يحتوي كأغلب أنواع الشقار على مواد مهيجة.